# Drabo hälsobrunn
Drabo hälsobrunn var en svensk brunnsort och kurort nära Drabo, vid sjön Björkern i Oppeby socken i Kinda kommun i Östergötland.
Källan i Drabo har varit känd som hälsokälla sedan åtminstone omkring år 1800. Brunnsverksamhet har skett där sedan början av 1800-talet.
"Drabo Brunns Bolag" bildades 1871. En undersökning, som regementsläkaren A. Appelberg lät göra visade att vattnet innehöll bland annat järn, svavelsyrad kalk, klorkalium och fosforsyra. 52 olika mineraler identifierades i vattnet. Bedömningen var att källans vatten var särskilt bra mot blodbrist, magkatarr och ”allmän svaghet”. En brunnssalong och ett badhus uppfördes, och senare ytterligare badhus vid sjöstranden. Ett hotell med 16 rum och matsal samt några fristående hus byggdes också omkring 1875.
Till Drabo kunde badgäster komma med fartyg från Linköping på ungefär tio timmar: först via Kinda kanal till Björkfors, och därefter med badortsbolagets båt till Drabo över sjön Björkern. Under en badsäsong kunde Drabo ha ett par hundra gäster. 
År 1888 lades verksamheten ned, varpå byggnaderna såldes och transporterades bort. På 1890-talet drevs ett kafé på platsen, och där låg också bygdens första skola fram till 1929, då en ny skolbyggnad uppfördes närmare Drabo by. Idag finns bara husgrunder kvar av den tidigare badanläggningen.
Källan är återställd och tillgänglig för brunnsdrickning. Den vårdas av Drabo bysamfällighet, som i juli 2019 invigde en ny brunnspaviljong över källan, vilken ersatte en tidigare från 1950-talet.

## Tjärdalar
Alldeles i närheten, nedanför backen mot sjön, finns fem tjärdalar, där tjärbränning för avsalu har bedrivits av bönderna i byn. Som mest intensivast skedde detta i slutet av 1700-talet och början av 1800-talet.